# Jan Gruber (piłkarz)
Jan Gruber (ur. 13 stycznia 1979) – czeski piłkarz grający na pozycji ofensywnego pomocnika. W Gambrinus lidze – w barwach zespołów z Czeskich Budziejowic oraz Przybramu – rozegrał 73 mecze i strzelił 5 goli.